# 复初会
复初会（Reformed Church in the United States，RCUS）是一个德国裔美国人的基督教新教团体，属长老宗，主张恢复更正教最初的教会组织制度。
在海外传教差会成立于1838年（或1863年）总部费城。1898年，旅日牧师海维礼（W.E.Hoy）因健康原因到上海修养三月，曾溯长江而上到汉口，决定来华拓展。1899年，复初会牧师海维礼正式奉派来华开教，准备进入湖南省。1901年，海维礼夫妇进入湖南岳州（岳阳），建立第一个传教站。次年，在羊叉街开办求新学堂（seek new learning school），1903年2月17日，求新学堂建成新教学楼，此后进入发展期。1904年12月24日，海维礼在岳州以南洞庭湖东岸处购买了13亩土地。用于扩建求新学堂，1906年3月1日开工建造。1905年，海维礼在岳州塔前街购民房，改建为福音堂，附设学堂、诊所。1907年，复初会用辰州教案的部分赔款，在湖南辰州建造永生堂。同年2月23日至26日，岳州求新学堂迁至湖滨黄沙湾新址，名为“盘湖书院”。1908年，海维礼利用辰州教案的部分赔款，在岳州塔前街购地60亩，扩建教堂、医院和学堂。
1919年，复初会在中国湖南有传教站3个，岳州（1901年）、辰州府（1904年）、长沙（1910年代）。西教士36人，受餐信徒442人。
1927年，海维礼在回国途中死于船上。